# 白净 (生物医学家)
白净，清华大学医学院生物医学工程系教授，中国全国优秀科技工作者、中华人民共和国教育部第三批“长江学者”特聘教授。